# قائمة الأمراض الجهازية المصحوبة بالأعراض العينية
الأعراض العينية للأمراض الجهازية هي إصابة العين بشكل مباشر أو غير مباشر بسبب مرض في جزء آخر من الجسم. هناك العديد من الأمراض المعروفة بأنها تسبب تغيرات بصرية مثل مرض السكري حيث يعتبر السبب الرئيسي لحالات العمى الجديدة في أولئك الذين تتراوح أعمارهم بين 20 و 74 ، ومن الأعراض العينية الأخرى: اعتلال الشبكية السكري والوذمة البقعية التي تصيب ما يصل إلى 80 ٪ من أولئك الذين أصيبوا بالمرض لمدة 15 سنة أو أكثر. أمراض أخرى مثل متلازمة نقص المناعة المكتسبة (الإيدز) وارتفاع ضغط الدم عادة ما توجد لديهم أعراض مصاحبة في العين.

## أمراض الحساسية
- ربو
- التهاب الجلد التأتبي
- التهاب الجلد التأتبي
- حساسية الأنف
- شرى
- رمد ربيعي

## أمراض الجلد والأغشية المخاطية
- عد وردي
- برص
- التهاب الجلد التأتبي
- مرض بهجت
- شبيه الفقاع
- متلازمة إهلرز-دانلوس
- انحلال البشرة الفقاعي
- حمامى متعددة الأشكال
- سماك
- وحمة أوتا
- فقاع (مرض)
- ورم أصفر كاذب مرن
- صدفية
- متلازمة ستيفنس جونسون
- جفاف الجلد المصطبغ

## Phacomatoses
- داء فون هيبل - لينداو (داء فون هيبل - لينداو)
- رنح توسع الشعيرات (رنح توسع الشعيرات)
- متلازمة ستيرج ويبر (متلازمة ستيرج ويبر)
- ورام ليفي عصبي
- تصلب حدبي

## أمراض الكولاجين
- التهاب الفقار القسطي
- التهاب العضلات والجلد
- التهاب الشرايين العقدي المتعدد
- التهاب المفاصل الارتكاسي
- التهاب المفاصل الروماتويدي
- غرناوية (ساركويد)
- تصلب الجلد
- ذئبة حمامية شاملة
- التهاب الشريان ذو الخلايا العملاقة
- التهاب الغضاريف الناكس
- ورام حبيبي ويغنري

## الإلتهابات الفيروسية
- جدري الماء (جدري الماء)
- حصبة (حصبة)
- حصبة ألمانية (حصبة ألمانية)
- جدري (جدري)
- وقس
- هربس
- هربس نطاقي
- نكاف
- كثرة الوحيدات العدوائية
- إنفلونزا
- فيروس مضخم للخلايا
- فيروس العوز المناعي البشري (إيدز)
- مرض فيروس إيبولا[1]
- حمى الوادي المتصدع[2]
- حمى الضنك[3][4]

## الإلتهابات البكتيرية
- سيلان (مرض) (رمد وليدي)
- داء البروسيلات
- خناق
- داء لايم
- داء توليري
- جذام (جذام)
- سل
- زهري (مرض)

## عدوى بروتوزوية
- ورم حبيبي ليمفي منقول جنسيا
- التهاب الملتحمة
- ملاريا
- داء المقوسات

## الإلتهابات الفطرية
- مبيضة بيضاء
- داء النوسجات
- حمى الصحراء
- مستخفيات
- شعية فطرية

## العدوى الجهازية والديدان الخيطية
- داء الكيسات المذنبة (ديدان شريطية)
- داء المشوكات (داء المشوكات)
- داء السهميات
- داء الشعرينات (دودة شعرية)
- داء كلابية الذنب
- داء اللوائيات (لوا لوائية)

## الاضطرابات الكروموسومية والمتلازمات الوراثية
- متلازمة المواء
- متلازمة عين القط
- متلازمة تيرنر
- متلازمة باتو (متلازمة باتو)
- متلازمة إدوارد (متلازمة إدوارد)
- متلازمة داون (متلازمة داون)

## أمراض الدم
- فقر الدم (أنيميا)

## أمراض القلب والأوعية الدموية
- مرض قلبي وعائي

- تصلب شرياني
- ارتفاع ضغط الدم
- مقدمات الارتعاج

- تضيق الشريان السباتي

- انسداد وعائي وخثرة
- انسداد الشريان الشبكي المركزي
- ورم مخاطي
- التهاب الشريان ذو الخلايا العملاقة

- تضيق الشريان السباتي

- تضيق الشريان السباتي
- نوبة نقص تروية عابرة
- السكري

- خثار

- خثار
- استخدام وسائل تحديد النسل الهرمونية

- التهاب الشغاف
- ورم مخاطي
- التهاب الشرايين تاكاياسو
- مقدمات الارتعاج
- مرض بورغر
- توسع الشعيرات النزفي الوراثي (توسع الشعيرات النزفي الوراثي)

## أمراض الغدد الصماء
- مرض كوشينغ
- مرض أديسون
- السكري
- فرط جارات الدرقية
- قصور جارات الدرقية
- فرط الدرقية
- قصور الدرقية

## اضطرابات الجهاز الهضمي
- كحولية
- داء كرون
- مرض الكبد
- سوء التغذية
- قرحة هضمية
- داء كرون أو التهاب القولون التقرحي
- نقص فيتامين أ
- فيتامينات بي
- عوز فيتامين سي
- فرط الفيتامين أ،ب،د
- داء ويبل

## اضطرابات التمثيل الغذائي
- برص
- بيلة ألكابتونية
- داء نشواني
- متلازمة شدياق-هيغاشي
- داء سيستيني
- مرض فابري
- جلاكتوزيمية
- داء غوشيه
- نقرس
- فرط حمل الحديد
- كثرة المنسجات
- بيلة هوموسيستينية
- متلازمة مارفان
- أمراض عديد السكاريد المخاطي
- مرض نيمان-بيك
- تكون العظم الناقص
- داء ويلسون

## أمراض العضلات والعظام
- خلل التنسج الليفي متعدد العظام
- متلازمة أبير
- متلازمة دي جورج
- وهن عضلي وبيل
- تكون العظم الناقص
- مرض بادجيت

## أمراض رئوية
- ربو
- سرطان الرئة
- توسع القصبات
- تليف كيسي
- داء الانسداد الرئوي المزمن
- ذات الرئة
- سل

## أمراض الكلى
- متلازمة ألبورت
- تنترج الدم (التهاب الحويضة والكلية)
- داء الكلية اللبي الكيسي
- متلازمة كلوية
- زراعة الكلى
- ورم ويلمز (ورم ويلمز)

## الأورام
- سرطانة
- دم

- ابيضاض الدم
- لمفوما

- ثدي
- أمعاء غليظة
- كلية
- رئة
- عضو جنسي

- مبيض أو عنق الرحم
- خصية أو بروستاتا

- جلد

- ورم ميلانيني

- معدة
- بنكرياس

- غدة درقية